# Jean Cau (Ruderer)
Jean Baptiste Albert Joseph Cau (* 27. März 1875 in Tourcoing; † 1921) war ein französischer Ruderer.
Als Teil seines Vereins Cercle de l’Aviron de Roubaix nahm er an den Olympischen Sommerspielen 1900 in Paris teil. Im Vierer mit Steuermann konnte er zusammen mit Henri Bouckaert, Émile Delchambre, Henri Hazebrouck und dem Steuermann Charlot in einer Zeit von 7:11 Minuten die Goldmedaille im ersten Finallauf gewinnen.